# Assemblée générale de l'Union astronomique internationale de 1928
3e assemblée générale de l'Union astronomique internationale
La 3e assemblée générale de l'Union astronomique internationale s'est tenue du 5 au 13 juillet 1928 à Leyde, aux Pays-Bas.